# 西初石

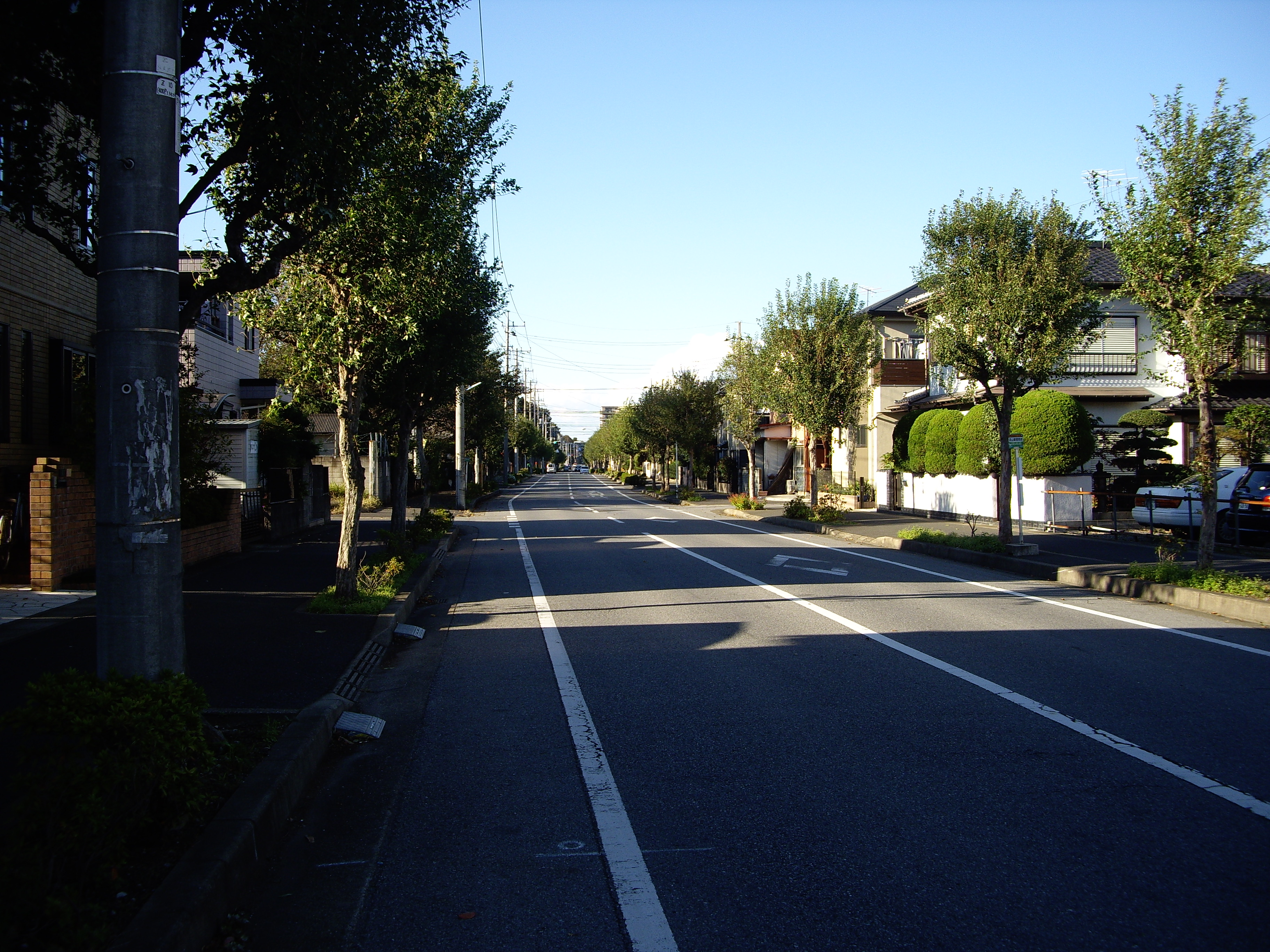
西初石四丁目

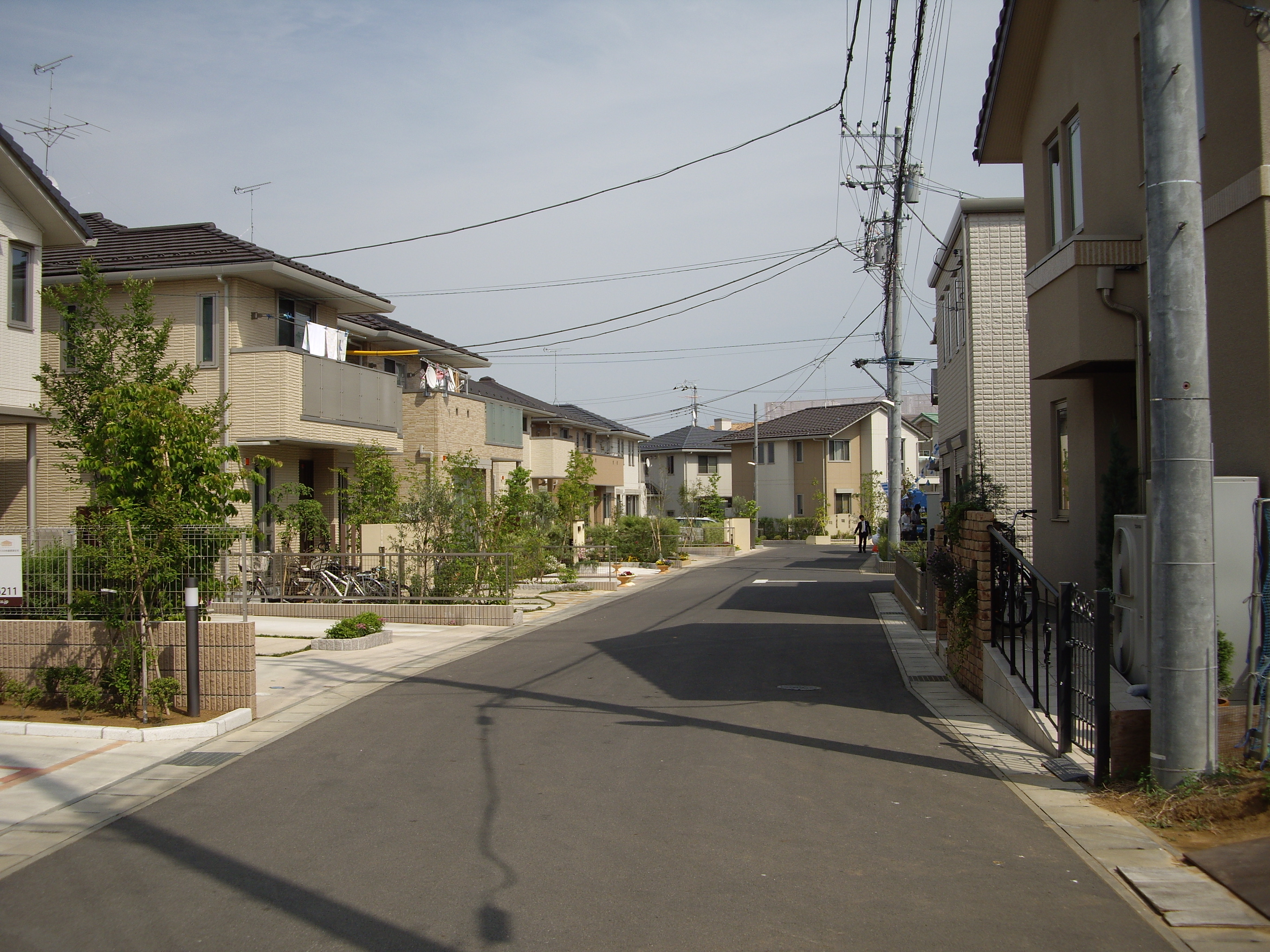
西初石六丁目

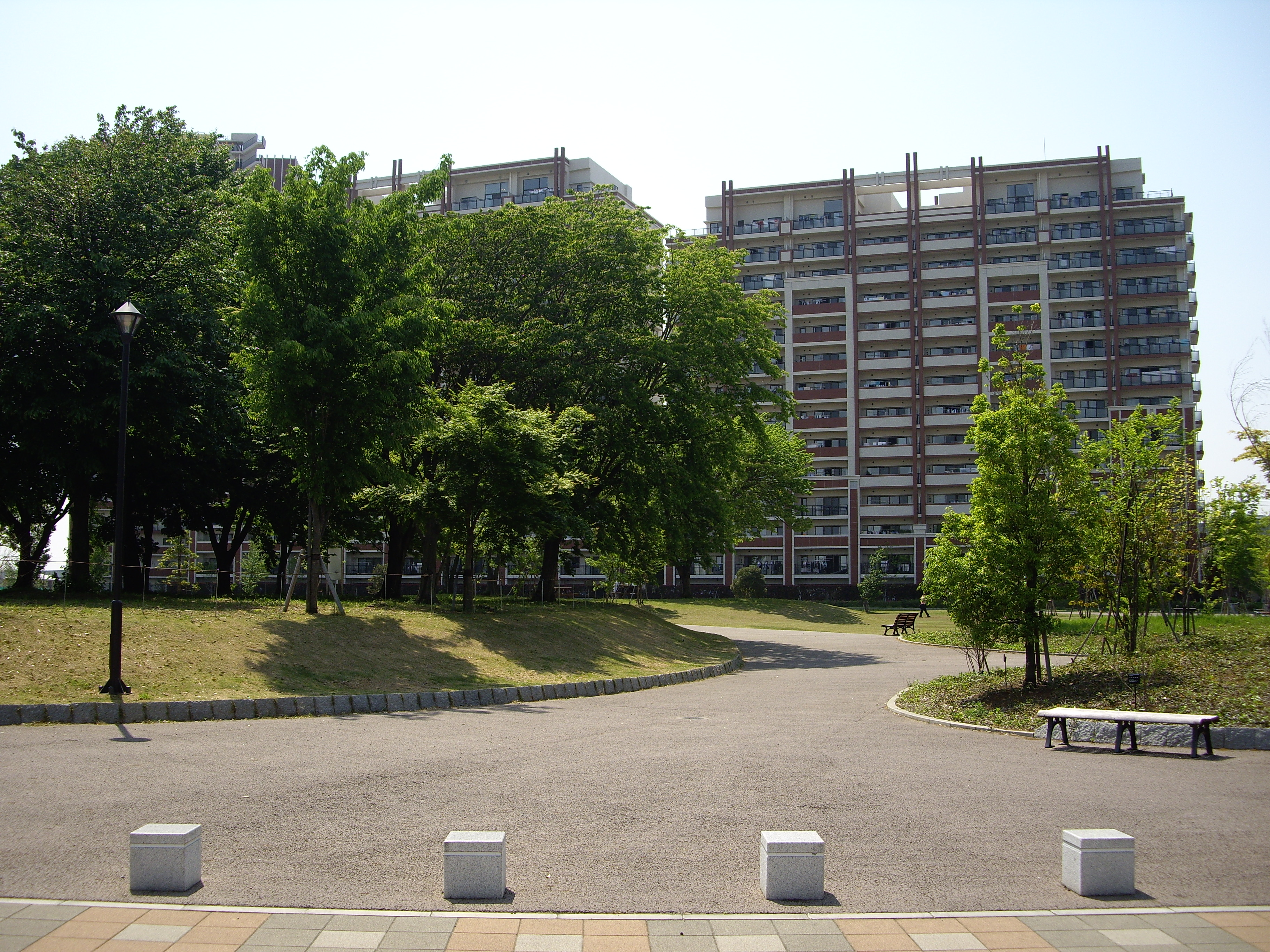
流山おおたかの森駅南口公園

西初石（にしはついし）は、千葉県流山市にある地名。現行行政地名は西初石一丁目から西初石五丁目。郵便番号は270-0121。

## 地理
流山市の中部に位置し、地域内に首都圏新都市鉄道つくばエクスプレス・東武野田線・常磐自動車道が通る。
一・二丁目に常磐自動車道、三丁目に東武野田線初石駅、西初石郵便局、四丁目に市立西初石小学校、市立西初石中学校、西初石小鳥の森、初石公民館、流山郵便局がある。
東は東初石・柏市豊四季、西は上新宿・若葉台・大畔、南はおおたかの森西、北は江戸川台西と接している。

### 地価
住宅地の地価は、2025年（令和7年）1月1日の公示地価によれば、西初石4丁目369番29の地点で17万8000円/m2となっている。

## 歴史

### 沿革
- 2011年（平成23年）4月25日 京成バス流山おおたかの森駅～江戸川台駅西口間路線（流02系統）運行開始。
- 2019年5月10日 - 「流山都市計画事業新市街地地区一体型特定土地区画整理事業」の換地処分を公告
- 2019年5月11日 - 上記に伴い西初石五丁目がおおたかの森西(三丁目、一丁目、四丁目)に、西初石六丁目がおおたかの森南一丁目、おおたかの森西一丁目となる。[5]
- 2024年12月27日 流02系統運行終了[6]

### 地名の由来
江戸時代に開墾された初石新田の西側であることより西初石とした。

## 世帯数と人口
2020年（令和2年）の国勢調査によると世帯数と人口は以下の通りである。
| 丁目         | 世帯数    | 人口     |
| ------------ | --------- | -------- |
| 西初石一丁目 | 449世帯   | 1,424人  |
| 西初石二丁目 | 1,346世帯 | 3,250人  |
| 西初石三丁目 | 971世帯   | 2,152人  |
| 西初石四丁目 | 1,359世帯 | 3,144人  |
| 西初石五丁目 | 226世帯   | 626人    |
| 計           | 4,351世帯 | 10,596人 |

## 小・中学校の学区
市立小・中学校に通う場合、学区は以下の通りとなる。
| 丁目         | 番地      | 小学校               | 中学校               |
| ------------ | --------- | -------------------- | -------------------- |
| 西初石一丁目 | 73        | 流山市立西初石小学校 | 流山市立西初石中学校 |
| 西初石一丁目 | その他    | 流山市立新川小学校   | 流山市立北部中学校   |
| 西初石二丁目 | 全域      | 流山市立西初石小学校 | 流山市立西初石中学校 |
| 西初石三丁目 | 全域      | 流山市立西初石小学校 | 流山市立西初石中学校 |
| 西初石四丁目 | 全域      | 流山市立西初石小学校 | 流山市立西初石中学校 |
| 西初石五丁目 | 1～42番地 | 流山市立西初石小学校 | 流山市立西初石中学校 |

## 交通

### 鉄道
最寄駅は東武野田線初石駅、首都圏新都市鉄道つくばエクスプレス・東武野田線流山おおたかの森駅である。

### バス
首都圏新都市鉄道つくばエクスプレス・東武野田線流山おおたかの森駅および、東武野田線江戸川台駅より、流山おおたかの森駅発着の流山市コミュニティバス「ぐりーんバス」（ぐ05系統）も利用できる。

## 施設
- 初石駅
- 流山郵便局
- 西初石郵便局
- 初石公民館
  - 流山市立図書館初石分室
- 流山市立西初石小学校
- 流山市立西初石中学校